# ریچارد ویلشتتر
ریچارد مارتین ویلشتتر (به آلمانی: Richard Martin Willstätter) ‏(۱۳ اوت ۱۸۷۲ - ۳ اوت ۱۹۴۲) شیمیدان آلمانی بود که برای تحقیق بر روی رنگدانه های گیاهی به‌ویژه سبزینه در سال ۱۹۱۵ موفق به دریافت جایزه نوبل شیمی شد.

## زندگی
ویلشتتر در یک خانوادهٔ یهودی در کارلسروهه به دنیا آمد.
در کارلسروهه به مدرسه رفت و سپس وارد مدرسه فنی در نورنبرگ شد.او در سن ۱۸ سالگی وارد دانشگاه مونیخ شد.ویلشتتر یکی از دانشجویان آدولف فون بایر بود و در سال ۱۸۹۴ دکترای خود را دریافت کرد.